# Autoroute R-1 (Espagne)
L'autoroute R-1 est une autoroute urbaine payante en projet appartenant à la Communauté de Madrid qui permettra de décharger l'entrée ou la sortie de l'agglomération Madrilène depuis l'A-1 au nord.

C'est une autoroute qui permettra de donner une alternative payante au automobilistes à destination où en provenance du Pays basque et du nord.
Elle se détachera de l'autoroute de l'axe de l'aéroport à l'ouest de l'Aéroport international de Madrid-Barajas et se connectera à l'A-1 au sud de El Molar.
D'une longueur de 45 km environ, elle reliera la M-12 et dessert toutes les communes de la banlieue nord de la capitale (Algete, Pardo Norte...)
C'est au niveau du croisement entre la R-1 est la M-50 que partira le tronçon manquant de cette dernière au nord de l'aire métropoliataine.
La R-1 sera gérée par A.S.E.T.A..

## Tracé
- Elle commencera au nord de Madrid où elle se déconnecte de la M-12 à l'ouest de l'Aéroport international de Madrid-Barajas.
- Elle croisera ensuite la M-50 et la M-106 à destination d'Algete.
- Elle traversera le Jamara pour ensuite desservir Santo Domingo par l'est.
- Elle se connectera à l'A-1 au nord d'El Molar.

## Sorties
| Sorties         | Villes                                                                                     |       |
| --------------- | ------------------------------------------------------------------------------------------ | ----- |
|                 | Madrid Est Aéroport international de Madrid-Barajas                                        | M-12  |
|                 | San Sebastián de los Reyes -Madrid Nord A-1 Burgos - Aranda de Duero A-1 Toutes Directions | M-50  |
| 03              | Algete                                                                                     | M-106 |
| 04              | Santo Dominguo                                                                             |       |
| Aire de service |                                                                                            |       |
| 05              | El Molar                                                                                   |       |
|                 | Burgos - Aranda de Duero Bilbao - Vitoria-Gasteiz                                          | A-1   |